# Kogugjang kogurjói király
Kogugjang (Gogugyang) (? – 391) az ókori Kogurjo (Goguryeo) állam tizennyolcadik királya volt.

## Élete
Kogugvon (Gogugwon) király fiaként született Ko Irjon (Go Iryeon) vagy Ko Odzsidzsi (Go Eojiji) néven és fiúgyermek nélkül elhunyt bátyját, Szoszurim (Sosurim)ot követte a trónon.
A bátyja által létrehozott stabil államra alapozva hódításokra indult, 385-ben megtámadta a kései Jen (Yan) államot, negyvenezres seregével elfoglalta Liaotung (Liaodong)ot és Hszüantu (Xuantu)t, azonban egy évvel később el is vesztette a területeket. 386-ban Pekcse (Baekje) ellen vonult, akik később viszonozták a támadást. Sillával kötött megállapodást annak érdekében, hogy Pekcsét (Baekjét) vissza tudja tartani. Támogatta a buddhizmus terjeszkedését, templomot építtetett. 391-ben halt meg, a trónon a fia, 
Ko Damdok (Go Damdeok) követte, aki a koreai történelem egyik legnevesebb királya lett.